# 62-й штурмовой авиационный полк
62-й штурмово́й авиацио́нный Гродненский ордена Суворова полк — авиационная воинская часть ВВС РККА штурмовой авиации в Великой Отечественной войне.

## Наименование полка
За весь период своего существования полк своего наименования не менял:
- 62-й штурмовой авиационный полк[1];
- 62-й штурмовой авиационный Гродненский полк[1];
- 62-й штурмовой авиационный Гродненский ордена Суворова полк[1].

## История и боевой путь полка

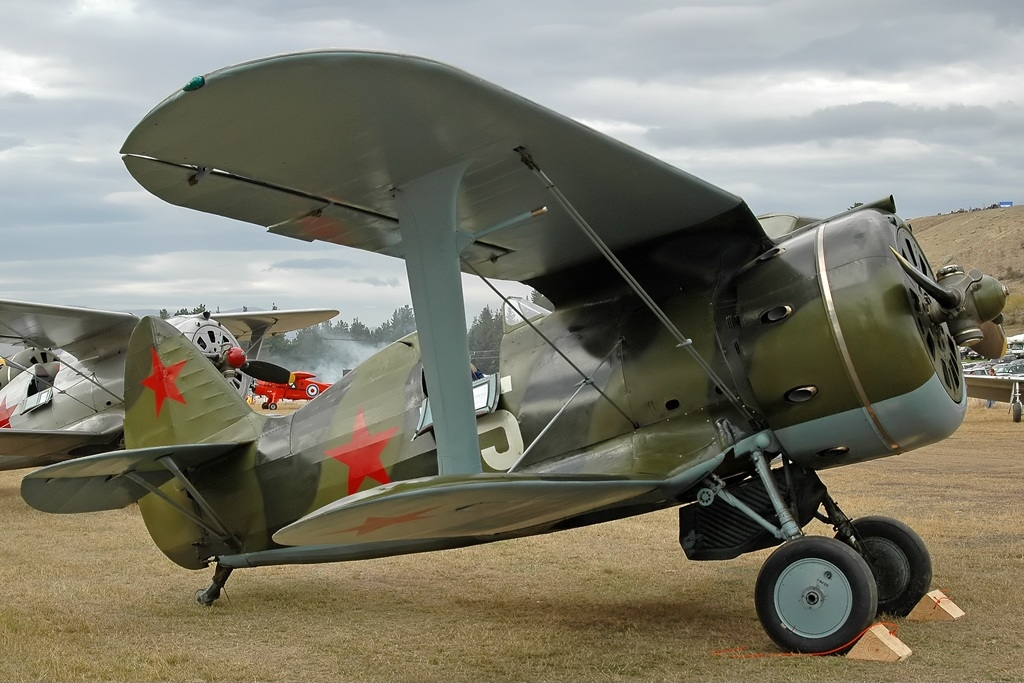
Самолет И-153 стоял на вооружении полка в первые дни войны. Использовался как штурмовик.

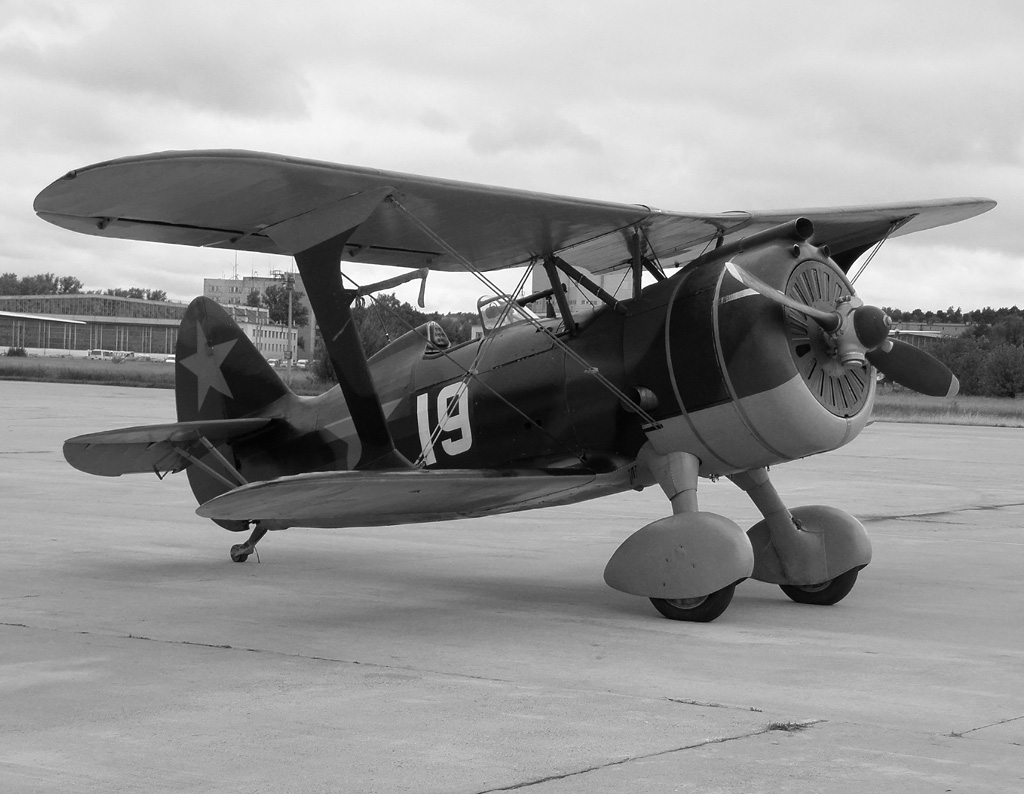
На самолётах И-15 полк встретил первые дни войны, выполняя задачи разведки.

Полк с мая 1941 года вошёл в состав вновь формируемой 63-й авиационной дивизии Киевского особого военного округа. Полк базировался у села Лисятичи, возле Стрыя. Имел на вооружении самолёты И-153 и И-15. С началом войны Дивизия вошла в состав ВВС 26-й армии Юго-Западного фронта. В период с 22 по 25 июня полк вел воздушную разведку в интересах 26-й армии и прикрывал города Стрый, Самбор и аэродром Лисятичи. За этот период полк потерял 12 самолётов на аэродроме, 4 сбито в воздушных боях, 10 не вернулось с заданий, 16 признаны не годными к эксплуатации. 12 самолётов переданы в 12-й истребительный авиационный полк (64-й авиационной дивизии) и 8 отправлено в Проскуров на ремонт. В результате больших потерь 26 июня личный состав полка убыл в Бердичев для переформирования.
После переформирования полк на самолётах Ил-2 переброшен в состав 7-й смешанной авиационной дивизии Северо-Западного фронта. Части дивизии в ходе боев сдерживали наступающие немецкие части группы армий «Север» в Прибалтике, прикрывали войска фронта, отступавшие к городам Старая Русса и Холм. В августе полк поддерживал войска 11-й и 34-й армий в ходе контрударов под Сольцами и Старой Руссой, осенью вели боевые действия в составе ВВС 34-й армии восточнее Демянска.
С 28 августа полк передан в состав 4-й смешанной авиационной дивизии ВВС 27-й армии Северо-Западного фронта. Дивизия выполняла задачи по поддержке войск 27-й армии в районе Демянска. К началу октября 1941 года линия фронта в полосе армии стабилизировалась: армия заняла оборону на рубеже: восточный берег озера Вельё — северная оконечность озера Селигер — восточный берег озера Селигер. Вплоть до декабря 1941 года армия находится в обороне на прежних позициях, ограничиваясь частными операциями
В борях с 16 по 28 октября 1941 года полк потерял 12 Ил-2 и 5 летчиков. К 6 декабря 1941 года в полку осталось 2 исправных Ил-2.
После пополнения и переформирования полк с 5 февраля вошел в состав вновь сформированных ВВС 5-й армии Западного фронта. С 10 мая 1942 года полк вошел в состав 204-й смешанной авиационной дивизии 1-й воздушной армии Западного фронта. С 24 мая полк передан в состав 233-й штурмовой авиационной дивизии 1-й воздушной армии Западного фронта.
С 25 мая 1942 года до мая 1943 года полк в составе дивизии поддерживал войска Западного фронта в Ржевской битве на юхновском, гжатском и ржевском направлениях. С 5 июля 1943 года полк участвует в Курской битве, а с 15 сентября 1943 года — в Смоленско-Рославльской операции, в ходе которой освобождены Ярцево и Починок.
В конце декабря 1942 года полк был представлен к присвоению звания гвардейского.
Зимой 1943—1944 гг. полк в составе дивизии поддерживал действия войск фронта на витебском и оршанском направлениях. В мае 1944 года дивизия передана в 4-ю воздушную армию и до конца войны воевала с ней на 2-м Белорусском фронте. Летом полк участвовал в Белорусской, Могилевской, Белостокской и Осовецкой наступательных операциях, в освобождении городов Шклов, Волковыск и Белосток. В январе — апреле 1945 года успешно действовал в Восточно-Прусской, Млавско-Эльбингской, Восточно-Померанской наступательных операциях, где поддерживал войска фронта в боях за города Цеханув, Грудзендз, Прейсиш, Старгард и Данциг. За успешные действия дивизия была награждена орденами Красного Знамени и Суворова 2-й степени, а полк удостоен почётного наименования Гродненский и награждён орденом Суворова 3-й степени.
За период с 22 июня по 23 июня 1944 года полк выполнил 2560 боевых вылетов, уничтожил и повредил: 159 самолётов на земле и 14 в воздухе, 556 таков, 2146 автомашин, 3 бронемашины, 13 автобусов, 361 орудие полевой и 297 зенитной артиллерии, 1 бронепоезд, 15 паровозов и 26 вагонов, 6 мостов, 13500 солдат и офицеров.
В составе действующей армии полк находился с 22 по 25 июня, с 14 августа по 23 сентября, с 7 октября 1941 года по 9 мая 1945 года.
В послевоенный период полк с дивизией входили в состав 4-го штурмового авиационного корпуса 4-й воздушной армии Северной группы войск в Польше. В августе 1946 года 233-я штурмовая авиационная Ярцевская Краснознамённая ордена Суворова дивизия и её полки были расформирована в составе 4-го штурмового авиационного корпуса 4-й воздушной армии Северной группы войск.

## Командиры полка

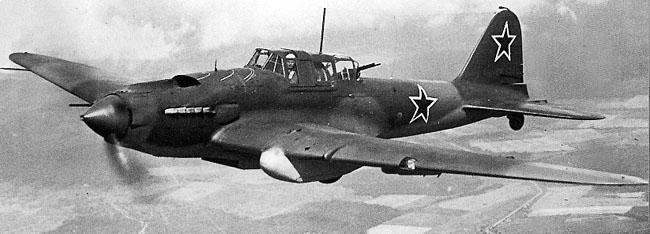
Штурмовик Ил-2 полк получил после переформирования в августе 1941 года.

- полковник	Анисимов Пётр Николаевич, 22.06.1941 -
- майор	Сагарадзе Како Семенович, 14.08.41 — 11.41
- капитан, майор Кобрин	Борис Исаакович, 11.41 — 1942
- майор Калинин	Владимир Федорович, погиб, 1942 — 22.08.42
- майор	Плескачев Иосиф Никифорович, 16.08.42 — 19.11.1943
- майор, подполковник Старовойтов Филипп Степанович, 19.11.1943 — 1945
- майор	Егоров Павел Васильевич, 1945 — 05.45

## В составе объединений
| Дата            | Фронт (округ)                 | Армия               | Корпус                           | Дивизия                             | Примечания       |
| --------------- | ----------------------------- | ------------------- | -------------------------------- | ----------------------------------- | ---------------- |
| 01.05.1941 года | Киевский особый военный округ | ВВС округа          |                                  | 63-я авиационная дивизия            | -                |
| 22.06.1941 года | Киевский особый военный округ | 26-я армия          | ВВС 26-й армии                   | 63-я авиационная дивизия            | -                |
| 24.06.1941 года | Юго-Западный фронт            | 26-я армия          | ВВС 26-й армии                   | 63-я авиационная дивизия            | -                |
| 26.06.1941 года | Юго-Западный фронт            | ВВС фронта          |                                  |                                     | переформирование |
| 14.08.1941 года | Северо-Западный фронт         | 11-я армия          | ВВС 11-й армии                   | 7-я смешанная авиационная дивизия   |                  |
| 29.08.1941 года | Северо-Западный фронт         | 27-я армия          | ВВС 27-й армии                   | 4-я смешанная авиационная дивизия   |                  |
| 05.02.1942 года | Западный фронт                | 5-я армия           | ВВС 5-й армии                    |                                     |                  |
| 10.05.1942 года | Западный фронт                | 1-я воздушная армия | -                                | 204-я смешанная авиационная дивизия |                  |
| 25.05.1942 года | Западный фронт                | 1-я воздушная армия | -                                | 233-я штурмовая авиационная дивизия |                  |
| 25.04.1944 года | 2-й Белорусский фронт         | 4-я воздушная армия | -                                | 233-я штурмовая авиационная дивизия |                  |
| 09.05.1945 года | 2-й Белорусский фронт         | 4-я воздушная армия | -                                | 233-я штурмовая авиационная дивизия |                  |
| 10.06.1945 года | Северная группа войск         | 4-я воздушная армия | 4-й штурмовой авиационный корпус | 233-я штурмовая авиационная дивизия |                  |
| 01.08.1946 года | Северная группа войск         | 4-я воздушная армия | 4-й штурмовой авиационный корпус | 233-я штурмовая авиационная дивизия |                  |

## Участие в операциях и битвах

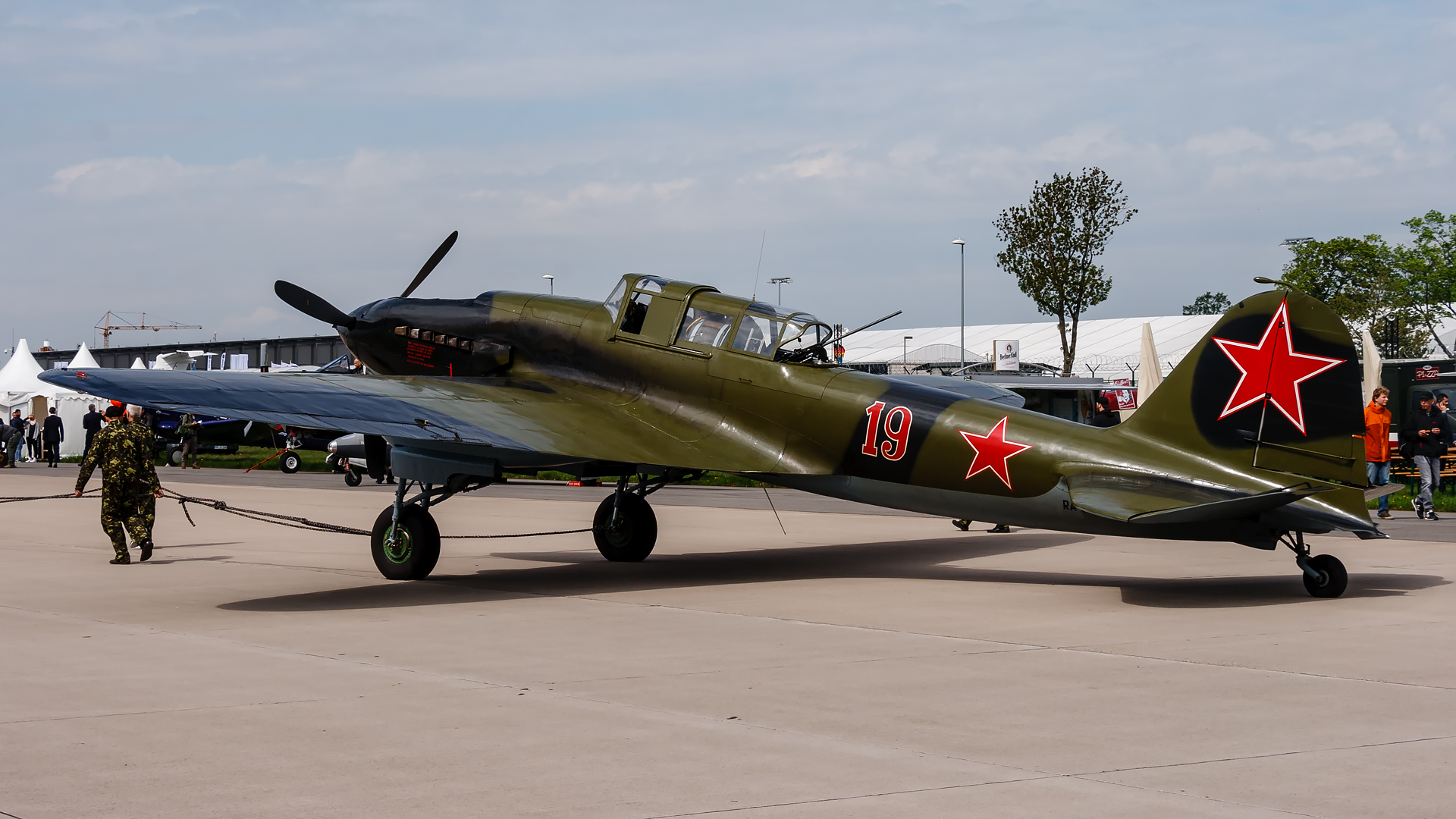
Конструкторы называли разработанный ими штурмовик Ил-2 «летающим танком», пилоты-истребители люфтваффе прозвали его «бетонным самолётом» (нем. Betonflugzeug), солдаты вермахта называли его «чумой» (нем. Schwarzer Tod, дословно: «чёрная смерть»).

- Приграничные сражения (1941) — с 22 по 25 июня 1941 года.
- Ржевская битва:
  - Ржевско-Сычёвская операция — с 30 июля 1942 года по 23 августа 1942 года.
  - Погорело-Городищенская операция — с 30 июля 1942 года по 23 августа 1942 года.
  - Ржевско-Вяземская операция — с 2 марта 1943 года по 31 марта 1943 года.
- Воздушная операция — с 6 мая 1943 года по 8 мая 1943 года.
- Курская битва — с 5 июля 1943 года по 23 августа 1943 года.
  - Орловская наступательная операция «Кутузов» — с 12 июля 1943 года по 18 августа 1943 года.
- Смоленская операция «Суворов» — с 7 августа 1943 года по 2 октября 1943 года.
  - Спас-Деменская операция — с 7 августа 1943 года по 20 августа 1943 года.
  - Ельнинско-Дорогобужская операция — с 28 августа 1943 года по 6 сентября 1943 года.
  - Смоленско-Рославльская операция — с 15 сентября 1943 года по 2 октября 1943 года.
- Белорусская операция (1944)
  - Могилёвская операция — с 23 июня 1944 года по 28 июня 1944 года
  - Белостокская операция — с 5 июля 1944 года по 27 июля 1944 года.
  - Осовецкая наступательная операция — с 6 августа 1944 года по 14 августа 1944 года.
- Восточно-Прусская операция — с 13 января 1945 года по 25 апреля 1945 года.
  - Млавско-Эльбингская операция — с 14 января 1945 года по 26 января 1945 года.
- Восточно-Померанская операция
  - Хойнице-Кезлинская наступательная операция — с 10 февраля 1945 года по 6 марта 1945 года.
  - Данцигская наступательная операция — с 7 марта 1945 года по 31 марта 1945 года.
- Берлинская наступательная операция
  - Штеттинско-Ростокинская наступательная операция — с 16 апреля 1945 года по 8 мая 1945 года.

## Почётные наименования
- 62-му штурмовому авиационному полку за отличие в боях при овладении городом и крепостью Гродно — крупным железнодорожным узлом и важным укрепленным районом обороны немцев, прикрывающим подступы к границам Восточной Пруссии Приказом НКО № 0215 от 25 июля 1944 года на основании Приказа ВГК № 139 от 16 июля 1944 года присвоено почётное наименование «Гродненский»[10].

## Награды
- 62-й штурмовой авиационный Гродненский полк за образцовое выполнение заданий командования в боях с немецкими захватчиками, за овладение городом и крепостью Ломжа и проявленные при этом доблесть и мужество Указом Президиума Верховного Совета СССР от 22 сентября 1944 года награждён орденом «Суворова III степени»[11].

## Благодарности Верховного Главнокомандующего
Воинам полка в составе 233-й штурмовой авиадивизии объявлены благодарности Верховного Главнокомандующего:
- За отличие в боях при прорыве сильно укрепленной полосы врага и разгроме его долговременных опорных пунктов Рибшево, Вердино, Ломоносове, Кулагино, Панкратово и при овладении штурмом важнейших опорных пунктов обороны немцев на путях к Смоленску — городами Духовщина и Ярцево[12].
- За отличие в боях при прорыве обороны немцев на Могилевском направлении и форсирование реки Проня западнее города Мстиславль, при занятии районного центра Могилевской области — города Чаусы и освобождении более 200 других населенных пунктов, среди которых Черневка, Ждановичи, Хоньковичи, Будино, Васьковичи, Темривичи и Бординичи[13].
- За отличие в боях при овладении городом и крупным железнодорожным узлом Волковыск — важным опорным пунктом обороны немцев, прикрывающим пути на Белосток[14].
- За отличие в боях при овладении городом и крупным промышленным центром Белосток — важным железнодорожным узлом и мощным укрепленным районом обороны немцев, прикрывающим пути к Варшаве[15].
- За отличие в боях при овладении городом и крепостью Остроленка — важным опорным пунктом обороны немцев на реке Нарев[16].
- За отличие в боях при овладении городом и крепостью Ломжа — важным опорным пунктом обороны немцев на реке Нарев[17].
- За отличие в боях при овладении штурмом города Пшасныш (Прасныш), городом и крепостью Модлин (Новогеоргиевск) — важными узлами коммуникаций и опорными пунктами обороны немцев, а также при занятии с боями более 1000 других населенных пунктов[18].
- За отличие в боях при овладении городами Млава и Дзялдов (Зольдау) — важными узлами коммуникаций и опорными пунктами обороны немцев на подступах к южной границе Восточной Пруссии и городом Плоньск — крупным узлом коммуникаций и опорным пунктом обороны немцев на правом берегу Вислы[19].
- За отличие в боях при овладении городами городами Восточной Пруссии Остероде и Дойч-Эйлау — важными узлами коммуникаций и сильными опорными пунктами обороны немцев[20].
- За отличие в боях при овладении городом Эльбинг — крупного узла коммуникаций и мощного опорного пункта обороны немцев на правом берегу Вислы, прикрывающим подступы к Данцигской бухте[21].
- За отличие в боях при овладении городами Руммельсбург и Поллнов — важными узлами коммуникаций и сильными опорными пунктами обороны немцев в Померании[22].
- За отличие в боях при выходе на побережье Балтийского моря и при овладении городом Кёзлин — важным узлом коммуникаций и мощным опорным пунктом обороны немцев на путях из Данцига в Штеттин, раасчение войск противника в Восточной Померании от его войск в Западной Померании[23].
- За отличие в боях при овладении городом и крепостью Грудзёндз (Грауденц) — мощным узлом обороны немцев на нижнем течении реки Висла[24].
- За отличие в боях при овладении городами Гнев (Меве) и Старогард (Прейсиш Старгард) — важными опорными пунктами обороны немцев на подступах к Данцигу[25].
- За отличие в боях при овладении городами Бытув (Бютов) и Косьцежина (Берент) — важными узлами железных и шоссейных дорог и сильными опорными пунктами обороны немцев на путях к Данцигу[26].
- За отличие в боях при овладении важными опорными пунктами обороны немцев на подступах к Данцигу и Гдыне — городами Тчев (Диршау), Вейхерово (Нойштадт) и выходе на побережье Данцигской бухты севернее Гдыни, занятии города Пуцк (Путциг)[27].
- За отличие в боях при овладении городом и крепостью Гданьск (Данциг) — важнейшим портом и первоклассной военно-морской базой немцев на Балтийском море[28].
- За отличие в боях при овладении главным городом Померании и крупным морским портом Штеттин, а также занятии городов Гартц, Пенкун, Казеков, Шведт[29].
- За отличие в боях при овладении городами Пренцлау и Ангермюнде — важными опорными пунктами обороны немцев в Западной Померании[30].
- За отличие в боях при овладении городами и важными узлами Анклам, Фридланд, Нойбранденбург, Лихен и вступлении на территорию провинции Мекленбург[31].
- За отличие в боях при овладении городами Грайфсвальд, Трептов, Нойштрелитц, Фюрстенберг, Гранзее — важными узлами дорог в северо-западной части Померании и в Мекленбурге[32].
- За отличие в боях при овладении городами Штральзунд, Гриммен, Деммин, Мальхин, Варен, Везенберг — важными узлами дорог и сильными опорными пунктами обороны немцев[33].
- За отличие в боях при овладении городами Барт, Бад-Доберан, Нойбуков, Барин, Виттенберге и соединении 3 мая с союзными английскими войсками на линии Висмар, Виттенберге[34].
- За отличие в боях при овладении портом и военно-морской базой Свинемюнде — крупным портом и военно-морской базой немцев на Балтийском море[35].
- За отличие в боях при форсировании пролива Штральзундерфарвассер и овладении островом Рюген[36].

## Отличившиеся воины
- Ефимов Александр Николаевич, капитан, штурман 62-го штурмового авиационного полка 233-й штурмовой авиационной дивизии 4-й воздушной армии Указом Президиума Верховного Совета СССР от 18 августа 1945 года удостоен звания дважды Герой Советского Союза. Золотая Звезда № 2/73.
- Башкиров Фёдор Андреевич, капитан, командир эскадрильи 62-го штурмового авиационного полка 233-й штурмовой авиационной дивизии 1-й воздушной армии Указом Президиума Верховного Совета СССР от 1 июля 1944 года удостоен звания Герой Советского Союза. Золотая Звезда № 3858.
- Брехов Константин Владимирович, капитан, командир эскадрильи 62-го штурмового авиационного полка 233-й штурмовой авиационной дивизии 1-й воздушной армии Указом Президиума Верховного Совета СССР от 1 мая 1943 года удостоен звания Герой Советского Союза. Золотая Звезда № 937.
- Васин Николай Алексеевич, лейтенант, командир звена 62-го штурмового авиационного полка 233-й штурмовой авиационной дивизии 4-й воздушной армии Указом Президиума Верховного Совета СССР от 18 августа 1945 года удостоен звания Герой Советского Союза. Посмертно.
- Воздвиженский Николай Николаевич, старший лейтенант, заместитель командира эскадрильи 62-го штурмового авиационного полка 233-й штурмовой авиационной дивизии 4-й воздушной армии Указом Президиума Верховного Совета СССР от удостоен звания Герой Советского Союза. Золотая Звезда № 5965.
- Давыденко Константин Сергеевич, старший лейтенант, заместитель командира эскадрильи 62-го штурмового авиационного полка 233-й штурмовой авиационной дивизии 4-й воздушной армии Указом Президиума Верховного Совета СССР от 18 августа 1945 года удостоен звания Герой Советского Союза. Золотая Звезда № 8697.
- Егоров Павел Васильевич, капитан, штурман 62-го штурмового авиационного полка 233-й штурмовой авиационной дивизии 4-й воздушной армии Указом Президиума Верховного Совета СССР от 26 октября 1944 года удостоен звания Герой Советского Союза. Золотая Звезда № 4859.
- Ишанкулов Абдусаттар, старший лейтенант, командир звена 62-го штурмового авиационного полка 233-й штурмовой авиационной дивизии 4-й воздушной армии Указом Президиума Верховного Совета СССР от 18 августа 1945 года удостоен звания Герой Советского Союза. Золотая Звезда № 8226.
- Луньков Николай Алексеевич, лейтенант, командир звена 62-го штурмового авиационного полка 233-й штурмовой авиационной дивизии 4-й воздушной армии Указом Президиума Верховного Совета СССР от 18 августа 1945 года удостоен звания Герой Советского Союза. Золотая Звезда № 8224.
- Моисеенко Анатолий Степанович, лейтенант, командир звена 62-го штурмового авиационного полка 233-й штурмовой авиационной дивизии 4-й воздушной армии Указом Президиума Верховного Совета СССР от 23 февраля 1945 года удостоен звания Герой Советского Союза. Золотая Звезда № 5405.
- Николаев Василий Николаевич, старший лейтенант, заместитель командира эскадрильи 62-го штурмового авиационного полка 233-й штурмовой авиационной дивизии 4-й воздушной армии Указом Президиума Верховного Совета СССР от 23 февраля 1945 года удостоен звания Герой Советского Союза. Золотая Звезда № 5408.
- Сергеев Василий Павлович, капитан, командир эскадрильи 62-го штурмового авиационного полка 233-й штурмовой авиационной дивизии 4-й воздушной армии Указом Президиума Верховного Совета СССР от удостоен звания Герой Советского Союза. Золотая Звезда № 4848.

## Воины полка, совершившившие огненный таран
За период войны 5 летчиков совершили огненный таран:
- Командир звена старший лейтенант Чиркин Пётр Степанович, 22.06.1941, награды не удостоен.
- Командир звена лейтенант Капралов Пётр Александрович, 16.08.1941, награждён орденом Ленина 06.11.1941.
- Заместитель командира эскадрильи старший лейтенант Ключко Андрей Илларионович, 08.09.1941, награждён орденом Ленина 06.11.1941.
- Лётчик сержант Доброходов Анатолий Илларионович 06.11.1941 г, награждён орденом Красного Знамени 05.12.1941.
- Командир звена лейтенант Васин Николай Алексеевич, 15.10.1944, удостоен звания Герой Советского Союза (18.08.1945).

## Базирование
| Период            | Место базирования        |
| ----------------- | ------------------------ |
| 05.1945 — 05.1945 | Фридрихсфельде, Германия |
| 05.1945 — 09.1945 | Тутов, Германия          |
| 09.1945 — 04.1946 | Польша                   |
| 04.1946 — 08.1946 | Бриг, Польша             |